# Niklas Schenker

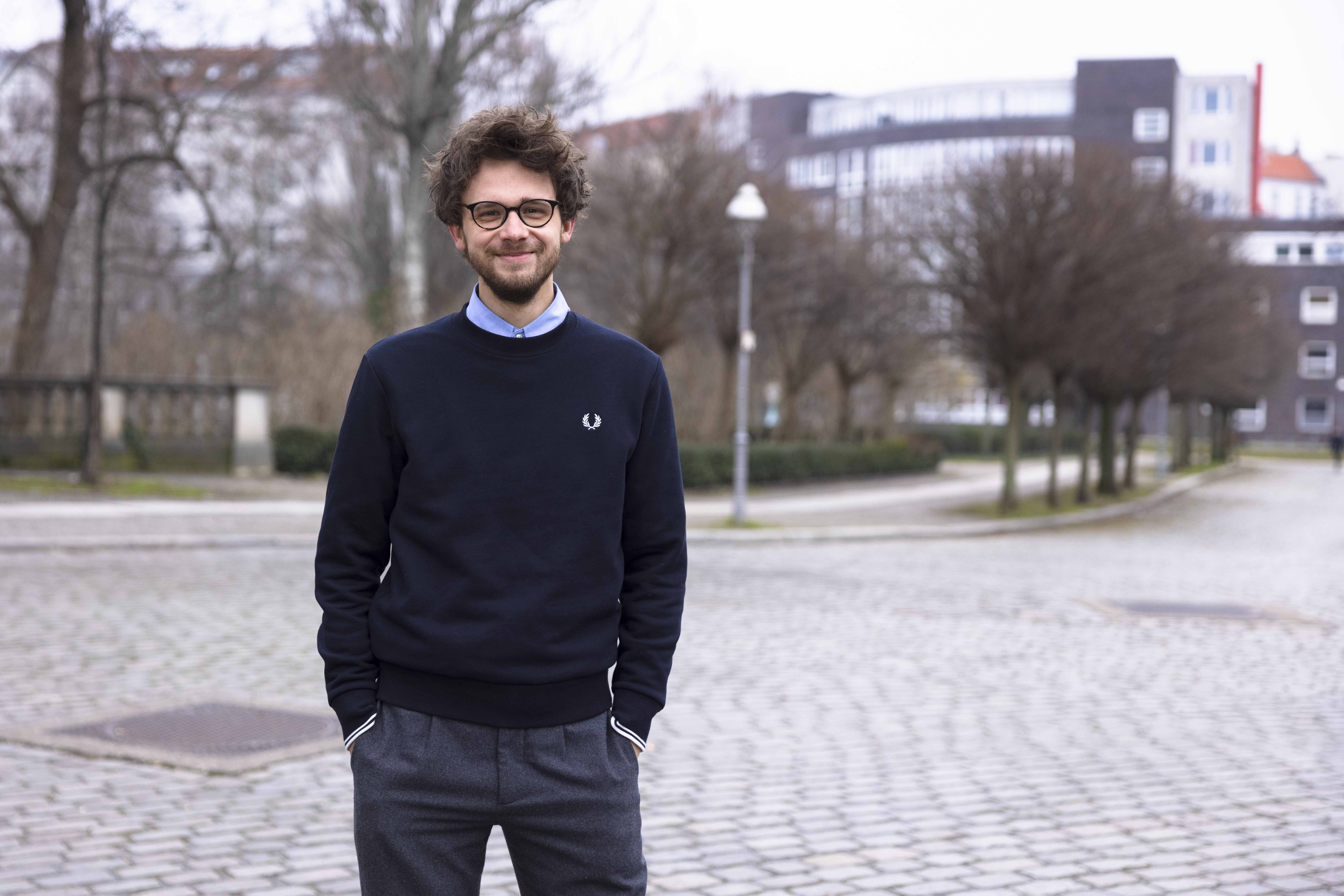
Niklas Schenker, 2022

Niklas Schenker (* 1993 in Berlin) ist ein deutscher Politiker (Die Linke) und Politikwissenschaftler. Seit 2021 ist er Mitglied im Abgeordnetenhaus von Berlin.

## Leben
Niklas Schenker ist in Charlottenburg-Wilmersdorf geboren und aufgewachsen. Er schloss ein Studium der Sozialwissenschaften an der Humboldt-Universität zu Berlin mit einem Bachelor ab und schloss anschließend ein Masterstudium der Politikwissenschaften an der Freien Universität Berlin ab. Er war als wissenschaftlicher Mitarbeiter für die Bundestagsabgeordnete Caren Lay tätig.

## Partei und Politik
Schenker trat 2013 in die Partei Die Linke ein. In der Bezirksverordnetenversammlung des Bezirks Charlottenburg-Wilmersdorf amtierte er von Oktober 2016 bis Oktober 2021 als Fraktionsvorsitzender seiner Partei. Bei der Abgeordnetenhauswahl 2021 erhielt er ein Mandat über die Landesliste seiner Partei. Bei der Wiederholungswahl 2023 konnte er seinen Sitz im Abgeordnetenhaus verteidigen. Seit Mai 2023 ist Schenker Mitglied im Landesvorstand der Berliner LINKEN.
In der Legislaturperiode 2021–2026 ist Schenker Sprecher für Mieten, Wohnen, Öffentlicher Wohnungsbau und Wohnungsbauförderung, Rad- und Fußverkehr, und Clubkultur für die Linksfraktion sowie Mitglied der Ausschüsse Stadtentwicklung, Bauen und Wohnen, Mobilität, Kultur und Europa und dem Unterausschuss für Beteiligungsmanagement und Investitionscontrolling für Bauende Beteiligungen.
Seit Dezember 2022 betreibt Schenker gemeinsam mit Philipp Möller den Podcast „Schöner Wohnen – Der Podcast zur Wohnungsfrage“.

## Positionen
Schenker unterstützt die Initiative Deutsche Wohnen & Co. enteignen und setzt sich nach dem erfolgreichen Volksentscheid für dessen schnelle Umsetzung ein. In einem Interview mit der Zeitschrift Jacobin bezeichnete er die Berliner Mietenbewegung als „wichtigste Koalitionspartnerin“ in der rot-grün-roten Koalition. Er hält Hausbesetzungen für ein legitimes Mittel des zivilen Ungehorsams und fordert ein Ende der Berliner Linie.
Schenker fordert eine gemeinwohlorientierte Weiterentwicklung der City West und spricht sich gegen den Bau weiterer Hochhäuser aus.  Er setzt sich für ein Kommunales Wohnungsbauprogramm ein. Damit sollen durch eine direkte Finanzierung des kommunalen Wohnungsbaus mittels Eigenkapitalzuführungen dauerhaft sozialgebundene Wohnungen in öffentlichem Eigentum entstehen und so ein Systemwechsel beim Sozialen Wohnungsbau eingeleitet werden.
Nach dem Vorbild der KPÖ spendet Schenker monatlich 500 Euro seiner Diät an einen parteieigenen Sozialfonds, um daraus Menschen in finanziellen Notlagen zu helfen.